# Rättviselistan
Rättviselistan var ett svenskt politiskt parti som ställde upp i Europaparlamentsvalet 1995. Partiet hade formen av en valallians och var en sorts fortsättning på Norrlandskampanjen.
Rättviselistan var socialistiskt, vänsterradikalt och EU-kritiskt. De två socialdemokraterna Lennart Holmlund och Widar Andersson anklagade det dock för att i praktiken vara kommunistiskt. Dess fullständiga namn var "Rättviselistan – EU-motståndare mot nedskärningar", och det registrerades hos Riksskatteverket den 22 maj 1995. Partiet hade sitt ursprung i en rad vänsterorganisationer, bland annat Arbetarförbundet Offensiv, Socialistiska partiet, Elevkampanjen och Fackliga EU-kritiker.
Några av Rättviselistans kandidater var Elin Gauffin, dåvarande ordförande i Elevkampanjen, Jan-Olov Carlsson, Peter Lahti, Kjell Petterson, Göte Kildén, Roger Hultgren, Anna Kristoffersson, Jan Hägglund och Rolf Andersson. Rättviselistan var EU-motståndare, ville lämna unionen och ville slåss mot nedskärningarna i svensk ekonomi på det sociala området. En av partiets kandidater i Västsverige var Lasse Brandeby. Rättviselistan satte igång sin valkampanj den 22 augusti 1995, där man höll torgmöten över hela Sverige. Partiet ville via sin kandidatur också protestera mot "bankmaffia, valutaspekulanter och betongpolitiker", vilka av Rättviselistan beskylldes för att ha skapat den ekonomiska krisen på 1990-talet.
Man kritiserade också regeringen Carlsson III:s stöd till FN:s och Natos bombningar av bosnienserberna i samband med Bosnienkriget. Rättviselistan fick sina valplakat på Sergels torg nedrivna och stulna, vilket polisanmäldes. Ett av partiets viktigaste krav var att politiker skulle ha "vanliga arbetarlöner". Rättviselistan ansåg bland annat att vänsterpartiet hade gått för långt åt höger och kritiserade partiet för detta flera gånger. Man anordnade också en demonstration mot kärnvapen utanför den franska ambassaden i Stockholm.
En opinionsmätning av Temo, som Dagens Nyheter publicerade den 15 september, visade på ett statistiskt osäkert stöd för Rättviselistan på cirka 0,5 procent. Rättviselistan var ett av de fyra partier förutom de sju riksdagspartierna vars röster redovisades särskilt på valkvällen. Valresultatet blev 14 409 röster, vilket motsvarade 0,6 procent. I Helsingborg fick Rättviselistan 5,3 procent av rösterna, mycket tack vare den lokale profilen och socialdemokraten Rolf Andersson. Efter valet upplöstes partiet men fick senare 1996 en sorts fortsättning i Rättvisekonferensen.